# SJ Od
Die SJ Od war eine Baureihe elektrischer Lokomotiven der Statens Järnvägar, die auf der Malmbana eingesetzt wurde. Die Lokomotiven wurden 1922 ausgeliefert und bis 1970 alle verschrottet.

## Geschichte
Die Lokomotiven mit der Achsfolge D wurden im Jahr 1922 an die SJ ausgeliefert. Sie wurden in erster Linie zum Rangieren von Erzwagen und vor Personenzügen eingesetzt, zwei mehrfach gekuppelte Lokomotiven waren jedoch auch in der Lage, Erzzüge mit einem Wagengewicht von bis zu 1248 Tonnen zu bespannen. Damit brauchten diese 3 Stunden und 20 min. für die Fahrt von Kiruna nach Riksgränsen.
Die Lokomotiven wurden von Svenska Järnvägsverkstäderna (ASJ) hergestellt, die elektrische Ausrüstung kam von ASEA. Insgesamt wurden zehn Lokomotiven ausgeliefert, ihre Ausmusterung begann 1957 und war 1968 vollendet. Bis auf Od 45, die 1963 in Borås verschrottet wurde, erfolgte die Verschrottung zwischen 1960 und 1970 in Notviken.

## Technische Daten
Die Lokomotiven verfügten über zwei in Reihe geschaltete 415 kW (565 PS) leistende Elektromotoren. Diese waren mechanisch in einem gemeinsamen Untersetzungsgetriebe verbunden. Das Untersetzungsgetriebe übertrug die Leistung auf eine Blindwelle, deren Blindräder wiederum über Kuppelstangen die Leistung auf die Antriebsräder übertrugen. Das maximal zulässige Wagengewicht lag zwischen 600 t und 700 t. Die Lokomotiven konnten zudem mehrfachgekuppelt werden, was den Einsatz vor Erzzügen ermöglichte. Der Lokomotivkasten bestand aus Holz und war mit Teakholz verkleidet, eine in Schweden verbreitete Bauweise, die auch bei den Baureihen Pb (I) / Pb (II), Oe und Of und D verwendet wurde.
Im Fünfjahreszeitraum 1926–1930 leisteten die Lokomotiven insgesamt 2.833.603 km, je Lok und Jahr also 56.672 km.

## Elektrische Ausrüstung
Über die Oberleitung wurde die Primärseite des Transformators mit 15 kV Wechselspannung bei einer Netzfrequenz von 16 2/3 Hz versorgt. Jede Lokomotive besaß zwei Stromabnehmer, wobei auf Lokomotiven sowohl Stromabnehmer des Typs Mk2 als auch solche des Typs PKB aufzufinden waren. Auf der Sekundärseite des Transformators gab es vier Anzapfungen für den Fahrmotorstrom, die über zwölf Schütze zu zehn Fahrstufen zusammengefasst waren. Zwischen den Fahrstufen gab es Übergangsstellungen, welche bei einem Einsatz in Mehrfachtraktion dazu verwendet wurden, um übermäßige Traktionssprünge zu vermeiden. Zudem gab es eine zusätzliche „Halbfahrstufe“ für langsames Rangieren. Die Lokomotiven wurden im Jahr 1925 mit elektrischen Zugheizungen ausgestattet.